# Poul Ekelund
Poul Ernst Ekelund (14. januar 1921 i Klippan, Sverige – 4. december 1976) var en dansk maler og grafiker. Poul Ekelund er især kendt for sine ansigtsløse kvinder og landskabsmalerier.
Uddannelse
Teknisk Skole, København 1938 
Det Kongelige Danske Kunstakademi 1943

## Udvalgte Separatudstillinger
- Arnbaks Kunsthandel, København 1944 [m. Helge Ernst]
- Foreningen for Nutidskunst, Ålborg 1945 [m. Helge Ernst]
- Kunsthallen, København 1948
- Athenæum, København 1950-51, 53, 56
- Lilla Galleriet, Stockholm 1960, 63
- Clausens Kunsthandel, København 1961, 66, 70
- Retrospektiv, Kunstforeningen, København 1962
- Konsthallen, Göteborg 1962 [m. Åke Jönsson]
- Jysk Kunstgalleri, Århus 1964
- Kunstnerforbundet, Oslo 1965
- Det Danske Hus, Paris 1966
- Hjørring Kunstmuseum 1966, 71, 75 [retrospektiv], 91 [retrospektiv]
- Århus Permanente 1967 [m. Torsten Renqvist]
- Kunstnernes egen Kunsthandel, København 1968 [m. Jeppe Vontilius]
- Fire malere, Aarhus Kunstmuseum m.fl. 1969
- Centre Graphique, Hjørring 1972
- Aalborg Kunstforening 1974

## Hæder
- Bielke 1948
- Even Nielsen 1948
- Kraft 1950-52
- Akademiet 1951
- Carlsons Pris 1956
- Foltmar 1956
- Oluf Hartmann 1957
- Zahrtmann 1962
- J.R. Lund 1963, 64
- Statens Kunstfond 1966, 69
- Eckersberg Medaillen 1967

## Udvalgte Gruppeudstillinger
- Kunstnernes Efterårsudstilling 1943, 45
- Unge Talenter, København 1944
- Den Uafhængige Udstilling, København 1944-45
- Ung Dansk Kunst, Den Frie Udstillingsbygning 1945, 50
- Den Officielle Danske Kunstudstilling, Oslo 1946
- Decembristerne 1947
- Bølleblomsten 1948
- Martsudstillingen 1951-61, 1963-67, 69, 71, 73, 75, 77, 79 [retrosp.]
- Nordsjællands malere, Hillerød 1952
- Fællesrådet for Danske Kunstforeninger, vandreudstilling 1952-53
- 5 malere og 5 billedhuggere, København 1954
- Arte Nord. Contemporanea, Pal. delle Espo., Rom 1955
- Danish Painting and Sculpture, Glasgow Museum & Art Gallery 1956
- Nutida dansk konst, vandreudst. i Sverige arr. af Riksförbundet 1957
- Dansk Nutidskunst, Charlottenborg 1957
- Å- udstillingen 1961, 65, 67
- Vrå-udstillingen 1964-67, 1969-74, 76, 82
- Lien, Slettestrand 1968
- Annale Porec XI, Jugoslavien 1971
- Påskeudstillingen, Skive Museum 1974
- Nordjysk Kunst, Göteborg 1975

## Repræsenteret
Ekelund er repræsenteret i samlingerne på Statens Museum for Kunst,  
ARoS, Brandts, Sorø Kunstmuseum, Trapholt, Randers Kunstmuseum, Esbjerg Kunstmuseum, Ribe Kunstmuseum (1 værk), Horsens Kunstmuseum, Museum Sønderjylland, HEART, Vejen Kunstmuseum, Museum Salling, Fuglsang Kunstmuseum, Kunstbygningen i Vrå, Engelundsamlingen og Vendsyssel Kunstmuseum.